# Dauntsey
Dauntsey – wieś w Anglii, w hrabstwie Wiltshire. Leży 54 km na północ od miasta Salisbury i 131 km na zachód od Londynu. W 2001 miejscowość liczyła 532 mieszkańców.